# Mittelgriechenland
Mittelgriechenland (griechisch Στερεά Ελλάδα Stereá Elláda, deutsch ‚Festlandsgriechenland‘) ist eine der 13 Regionen Griechenlands. Sie umfasst einen Teil des zentralgriechischen Festlands sowie die Inseln Euböa und Skyros; Hauptstadt ist Lamia.

## Regionalbezirke und Gemeinden
Die Region Mittelgriechenland gliedert sich in fünf Regionalbezirke, die den Gebieten der ehemaligen fünf Präfekturen der Region entsprechen. Proportional zu deren Einwohnerzahl entsenden sie eine bestimmte Anzahl Abgeordneter in den 45-köpfigen Regionalrat.
| Regionalbezirk     | Einwohner 2011 | Einwohner 2021 | Sitze | Gemeinden                                                                                           |
| ------------------ | -------------- | -------------- | ----- | --------------------------------------------------------------------------------------------------- |
| Böotien            | 117.920        | 106.056        | 9     | Aliartos-Thespies, Distomo-Arachova-Andikyra, Livadia, Orchomenos, Tanagra, Thiva                   |
| Euböa              | 210.815        | 210.778        | 18    | Chalkida, Dirfys-Messapia, Eretria, Istiea-Edipsos, Karystos, Kymi-Aliveri, Mandoudi-Limni, Skyros, |
| Evrytania          | 20.081         | 17.428         | 3     | Agrafa, Karpenisi                                                                                   |
| Fokida             | 40.343         | 36.199         | 3     | Delfi, Dorida                                                                                       |
| Fthiotida          | 158.231        | 137.793        | 12    | Amfiklia-Elatia, Domokos, Lamia, Lokri, Makrakomi, Molos-Agios Konstandinos, Stylida                |
| Mittelgriechenland | 547.390        | 508.254        | 45    | |

## Wirtschaft
Sterea Ellada ist die wohlhabendste Region in Griechenland. Im Vergleich mit dem BIP der EU ausgedrückt in Kaufkraftstandards erreichte Sterea Ellada 2003 einen Index von 115,7 (EU-25:100). Im Jahr 2017 betrug die Arbeitslosenquote 20,8 %.